# Wollin (Brandebourg)
Wollin est une commune allemande de l'arrondissement de Potsdam-Mittelmark, Land de Brandebourg.

## Géographie

Carte de Wollin

L'embouchure du Briesener Bach dans le Verlorenwasser se situe dans le territoire de Wollin.
|        | Brandebourg-sur-la-Havel | Kloster Lehnin |
| Ziesar | Wollin                   | Golzow         |
| Gräben | Bad Belzig               |                |

Wollin se trouve sur la Bundesautobahn 2.

## Histoire
Wollin est mentionné pour la première fois en 1372, quand Othon V de Bavière donne le village à l'évêché de Brandebourg.

## Source
- (de) Cet article est partiellement ou en totalité issu de l’article de Wikipédia en allemand intitulé « Wollin (Fläming) » (voir la liste des auteurs).